# Никсон, Гуннар
Гуннар Никсон (англ. Gunnar Nixon; 13 января 1993) — американский легкоатлет, который специализируется в многоборье. Чемпион мира среди юниоров 2012 года в десятиборье с результатом 8018 очков. Бронзовый призёр соревнований Hypo-Meeting 2013 года.
Личный рекорд в семиборье — 6232 очков.
Родился в семье Тима и Кери Никсонов. Самый младший из четырёх детей в семье.